# Фінал клубного чемпіонату світу з футболу 2012
Фінал Клубного чемпіонату світу з футболу 2012 — фінальний матч Клубного чемпіонату світу з футболу 2012 року, футбольного турніру для клубів-чемпіонів кожної з шести конфередераций ФІФА та чемпіона країни-господарки турніру.
Фінал був розіграний між переможцем Кубка Лібертадорес «Корінтіансом» і переможцем Ліги чемпіонів « Челсі» 16 грудня 2012 року на Міжнародному стадіоні у Йокогамі. «Корінтіанс» здобув перемогу з рахунком 1-0 і виграв свій другий Клубний чемпіонат світу з футболу через дванадцять років після своєї першої перемоги в цьому турнірі в 2000 році. Єдиний м'яч забив перуанський нападник бразильського клубу Хосе Паоло Герреро. Головним суддею матчу став турецький арбітр Джюнейт Чакир.
Обидва клуби потрапили на турнір після перемоги в своїх континентальних клубних турнірах. «Корінтіанс» виграв Кубок Лібертадорес 2012 після перемоги у фіналі над «Бока Хуніорс» з рахунком 2-0. «Челсі» виграв Лігу чемпіонів УЄФА 2011/2012, здобувши перемогу над «Баварією» у серії післяматчевих пенальті з рахунком 4-3 після того, як основний час завершився з рахунком 1-1.

## До матчу
Міжнародний стадіон Йокогами приймав фінали Клубного чемпіонату світу п'ять разів, у 2009 і 2010 роках фінал проходив на стадіоні «Шейх Заєд» у Абу-Дабі, ОАЕ. бразильські клуби єдині з південноамериканських команд перемагали в цьому турнірі. Першу перемогу в 2000 році здобув «Корінтіанс», що обіграв у фіналі «Васко да Гама» у серії післяматчевих пенальті з рахунком 4-3. Пізніше в 2005 році переміг «Сан-Паулу», який обіграв «Ліверпуль» з рахунком 1-0, а в 2006 році «Інтернасьонал» з тим же рахунком обіграв «Барселону».
«Манчестер Юнайтед» є єдиним англійським клубом, що виграв цей турнір. У 2008 році він переграв еквадорський ЛДУ Кіто з рахунком 1-0.

## Дорога до фіналу
Обидва клуби відразу потрапили в півфінал, минаючи раунд плей-офф і чвертьфінал.
| «Корінтіанс»                            | Команда      | «Челсі»                                                                     |
| --------------------------------------- | ------------ | --------------------------------------------------------------------------- |
| КОНМЕБОЛ                                | Конфедерація | УЄФА                                                                        |
| Переможець Кубка Лібертадорес 2012      | Кваліфікація | Переможець Ліги чемпіонів УЄФА 2011/2012                                    |
| Не брали участь                         | Плей-оф      | Не брали участь                                                             |
| Не брали участь                         | Чвертьфінал  | Не брали участь                                                             |
| 1-0 «Аль-Аглі» (Хосе Паоло Герреро 30') | Півфінал     | 3-1 «Монтеррей» (Хуан Мата 17', Фернандо Торрес 46', Дарвін Чавес 48' авт.) |

### Корінтіанс
«Корінтіанс» пройшов у фінал після перемоги над «Аль-Аглі» з рахунком 1-0 12 грудня. Хосе Паоло Герреро забив переможний м'яч головою на 30-й хвилині матчу.

### Челсі
«Челсі» пройшов у фінал завдяки перемозі з рахунком 3-1 над «Монтерреєм» 13 грудня після голів Хуана Мати, Фернандо Торреса, і автоголу Дарвіна Чавеса. У додатковий час Альдо де Нігріс з «Монтеррея» забив «гол престижу».

## Огляд матчу

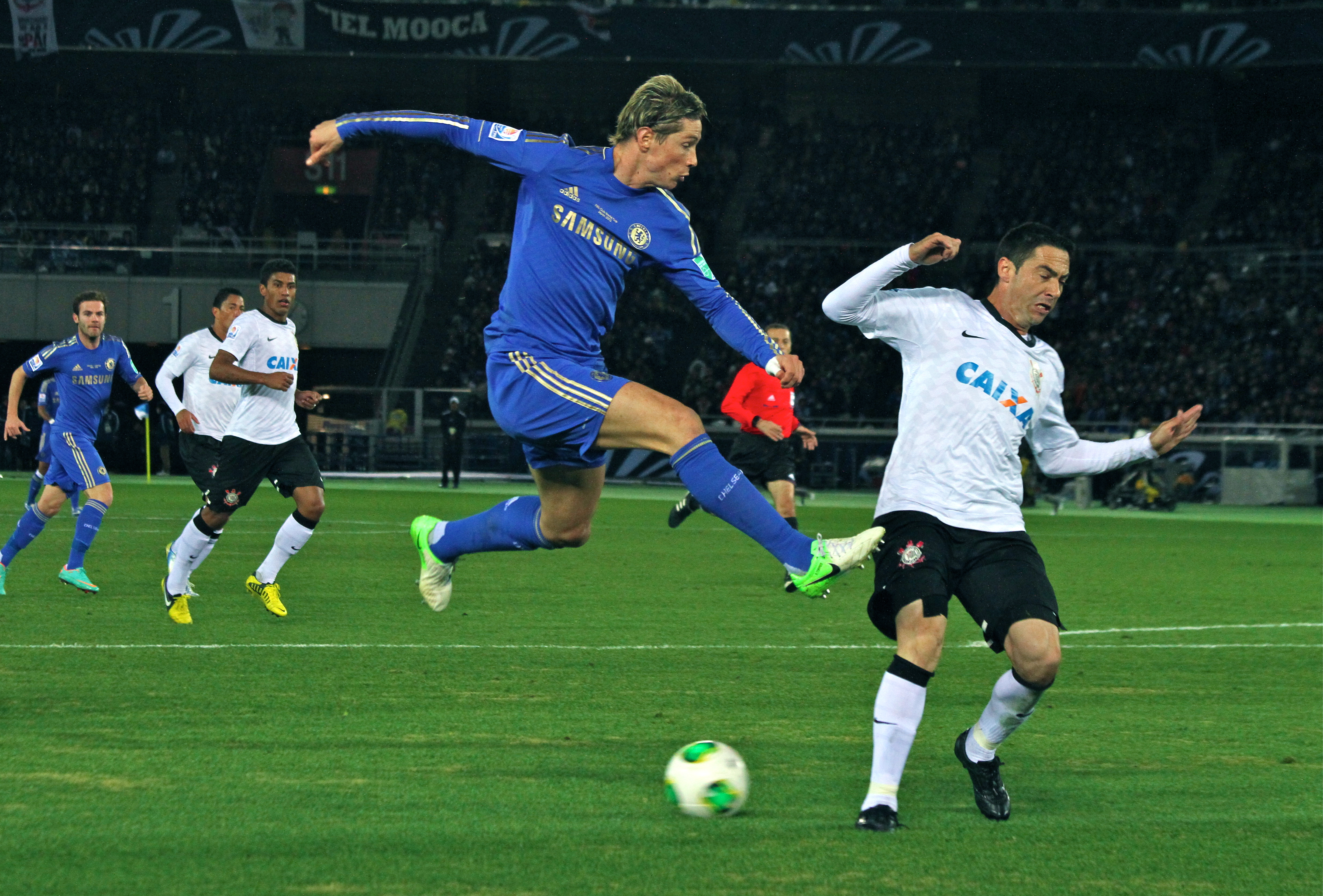
Фрагмент матчу

В першому таймі гра проходила на рівних курсах і обидві команди мали можливість відкрити рахунок. У «Челсі» можливість забити по черзі втратили Гарі Кегілл, Віктор Мозес і Фернандо Торрес, а у «Корінтіанса» міг забити Емерсон Шейх, який направив м'яч у штангу. На перерву команди пішли за рахунку 0:0. На початку другого тайму «Челсі» видав серію ударів по воротах «Корінтіанса», однак після цього бразильці перехопили ініціативу і на 69-й хвилині відкрили рахунок — після удару Даніло м'яч після рикошету відскочив до Хосе Паоло Герреро, і той ударом головою відправив м'яч у порожні ворота. Після цього гра «Челсі» в атаці розклеїлася, проте за п'ять хвилин до кінця лондонці все ж зуміли організувати штурм воріт суперника, проте спочатку удар Торреса впритул відбив Кассіо Рамос, а потім гол все того ж Торреса арбітр справедливо скасував через офсайд. Вже на останніх хвилинах гру врятувати міг Хуан Мата, але він потрапив з гострого кута у штангу. Відразу ж після цього пролунав фінальний свисток, який ознаменував перемогу «Корінтіанса».
Таким чином південноамериканська команда вперше з 2006 року виграла турнір, перервавши п'ятирічну переможну серію європейських команд. «Корінтіанс» став чемпіоном світу вдруге в історії, порівнявшись за цим показником з іспанською «Барселоною».

## Матч

### Деталі
| 16 грудня 2012 19:30 UTC+9 |

| Корінтіанс  | 1:0    | Челсі |
| ----------- | ------ | ----- |
| Герреро 69' | (звіт) |       |

| Міжнародний стадіон, Йокогама Глядачів: 68 275 Арбітр: Джюнейт Чакир |

| Корінтіанс | Челсі |

| ВР      | 12 | Кассіо Рамос          |     |       |
| ПЗ      | 2  | Алессандро (к)        |     |       |
| ЦЗ      | 3  | Шикан                 |     |       |
| ЦЗ      | 13 | Пауло Андре           |     |       |
| ЛЗ      | 6  | Фабіо Сантос          |     |       |
| ЦП      | 5  | Ралф                  |     |       |
| ЦП      | 8  | Паулінью              |     |       |
| ПП      | 11 | Емерсон Шейх          |     | 90+1' |
| АП      | 20 | Данило                |     |       |
| ЛП      | 23 | Жорже Енріке          | 56' |       |
| ЦН      | 9  | Хосе Паоло Герреро    |     | 87'   |
| Заміни: |    |                       |     |       |
| НП      | 7  | Хуан Мануель Мартінес |     | 87'   |
| ЗХ      | 4  | Воллас                |     | 90+1' |
| Тренер: |    |                       |     |       |
| Тіте    |    |                       |     |       |

| ВР              | 1  | Петер Чех          |     |     |
| ПЗ              | 2  | Бранислав Іванович |     | 83' |
| ЦЗ              | 24 | Гарі Кегілл        | 90' |     |
| ЦЗ              | 4  | Давід Луїс         | 72' |     |
| ЛЗ              | 3  | Ешлі Коул          |     |     |
| ЦП              | 7  | Рамірес            |     |     |
| ЦП              | 8  | Френк Лемпард (к)  |     |     |
| ПП              | 13 | Віктор Мозес       |     | 73' |
| АП              | 10 | Хуан Мата          |     |     |
| ЛП              | 17 | Еден Азар          |     | 87' |
| ЦН              | 9  | Фернандо Торрес    |     |     |
| Заміни:         |    |                    |     |     |
| ПЗ              | 11 | Оскар              |     | 73' |
| ЗХ              | 28 | Сесар Аспілікуета  |     | 83' |
| ПЗ              | 21 | Марко Марін        |     | 87' |
| Тренер:         |    |                    |     |     |
| Рафаель Бенітес |    |                    |     |     |

| Гравець матчу Кассіо Рамос («Корінтіанс») Помічники судді: Бахаттін Дуран Тарик Онгун Четвертий суддя: Аліреза Фагані П'ятий суддя: Хассан Камраніфар | Правила матчу - 90 хвилин. - 30 хвилин додаткового часу при необхідності. - Серія післяматчевих пенальті, якщо рахунок був рівним. - 12 запасних. - Максимальна кількість замін — 3. |

### Статистика
|                  | Корінтіанс | Челсі |
| ---------------- | ---------- | ----- |
| Голів            | 0          | 0     |
| Ударів           | 5          | 9     |
| Ударів в площину | 1          | 4     |
| Сейвів           | 4          | 1     |
| Володіння м'ячем | 43%        | 57%   |
| Кутових          | 1          | 2     |
| Фолів            | 10         | 5     |
| Офсайдів         | 0          | 1     |
| Жовтих карток    | 0          | 0     |
| Червоних карток  | 0          | 0     |

|                  | Корінтіанс | Челсі |
| ---------------- | ---------- | ----- |
| Голів            | 1          | 0     |
| Ударів           | 4          | 5     |
| Ударів в площину | 1          | 2     |
| Сейвів           | 2          | 0     |
| Володіння м'ячем | 46%        | 54%   |
| Кутових          | 3          | 1     |
| Фолів            | 7          | 7     |
| Офсайдів         | 1          | 3     |
| Жовтих карток    | 1          | 1     |
| Червоних карток  | 0          | 1     |

|                  | Корінтіанс | Челсі |
| ---------------- | ---------- | ----- |
| Голів            | 1          | 0     |
| Ударів           | 9          | 14    |
| Ударів в площину | 2          | 6     |
| Сейвів           | 6          | 1     |
| Володіння м'ячем | 46%        | 54%   |
| Кутових          | 4          | 2     |
| Фолів            | 17         | 12    |
| Офсайдів         | 1          | 4     |
| Жовтих карток    | 1          | 1     |
| Червоних карток  | 0          | 1     |